# Laura Pausini
Laura Pausini er en italiensk singer-songwriter født 16. maj 1974 i Solarolo, Ravenna.
Hun er vokset op i Faenza.
Efter at have optrådt med "Scatola" under den anden aften af Sanremo Music Festival 2022, blev Pausini annonceret som en af værterne af Eurovision Song Contest 2022, der afholdes i Torino i maj 2022 sammen med Alessandro Cattelan og Mika.

## Udmærkelser
– Ordine al merito della Repubblica Italiana: Tildelt den fjerde højeste civile udmærkelse i Italien af den italienske præsident Carlo Azeglio Ciampi 6. februar 2006.

## Diskografi
| Studio albums - 1993: Laura Pausini - 1994: Laura - 1994: Laura Pausini (spansk). - 1996: Le cose che vivi / Las cosas que vives - 1998: La mia risposta / Mi respuesta - 2000: Tra te e il mare / Entre tú y mil mares - 2001: From the Inside - 2004: Resta in ascolto / Escucha - 2006: Io canto / Yo canto - 2008: Primavera in anticipo / Primavera anticipada - 2011: Inedito / Inédito | Compilation albums - 1995: Laura Pausini kun (italiensk) - 2001: The Best of Laura Pausini: E ritorno da te / Lo mejor de Laura Pausini: Volveré junto a ti Live albums - 2001: World Tour 2001-2002 - 2005: Live in Paris 05 - 2007: San Siro 2007 - 2009: Laura Live World Tour 09 / Laura Live Gira Mundial 09 Other albums - 1987: I sogni di Laura - 2010: Amiche per L'Abruzzo |

## Turneer
- 1997: World Wide Tour 1997
- 1999: World Tour 1999
- 2001–2002: World Tour 2001–2002
- 2005: World Tour 2005
- 2006: Juntos en Concierto Tour 2006
- 2007: San Siro live
- 2009: World Tour 2009
- 2011-2012: Inedito World Tour 2011-2012

## Note
Ifølge kilderne kan der såes tvivl om hvor Laura Pausini er født. I henhold til udtalelsen fra den italienske præsident er hun således født i Faenza, mens hun selv udtaler,  at hun er født i Solarolo.